# ウェスターン・ヒット・10
『ウェスターン・ヒット・10』は、トミー藤山のアルバム。1963年7月に日本コロムビアからリリースされた。前作と同様、ジミー時田のバックバンドであるマウンテン・プレイボーイズが、契約上の都合から「コロムビア・ワゴン・ボーイズ」名義でバックを務めている。

## 収録曲
Side 1
1. 愛さずにはいられない
2. 馬鹿な私
3. 新聞売りのジミー少年
4. 涙のワルツ
5. 西部へ帰ろう

Side 2
1. いつわりの心
2. 二枚目さん
3. たそがれのワルツ
4. ユー・オール・カム
5. ジャンバラヤ

## パーソネル
- トミー藤山（歌）
- コロムビア・ワゴン・ボーイズ